# Michael Edgson
Michael Edgson (North Vancouver, 6 de mayo de 1969) es un deportista canadiense que compitió en natación adaptada. Ganó veinte medallas en los Juegos Paralímpicos de Verano entre los años 1984 y 1992.

## Palmarés internacional
| Juegos Paralímpicos | Juegos Paralímpicos                                        | Juegos Paralímpicos | Juegos Paralímpicos     |
| Año                 | Lugar                                                      | Medalla             | Prueba                  |
| ------------------- | ---------------------------------------------------------- | ------------------- | ----------------------- |
| 1984                | Nueva York (Estados Unidos) Stoke Mandeville (Reino Unido) | Medalla de oro      | 100 m mariposa B3       |
| 1984                | Nueva York (Estados Unidos) Stoke Mandeville (Reino Unido) | Medalla de oro      | 200 m estilos B3        |
| 1984                | Nueva York (Estados Unidos) Stoke Mandeville (Reino Unido) | Medalla de oro      | 400 m estilos B3        |
| 1984                | Nueva York (Estados Unidos) Stoke Mandeville (Reino Unido) | Medalla de oro      | 4 × 100 m estilos B1-B3 |
| 1984                | Nueva York (Estados Unidos) Stoke Mandeville (Reino Unido) | Medalla de plata    | 100 m espalda B3        |
| 1984                | Nueva York (Estados Unidos) Stoke Mandeville (Reino Unido) | Medalla de plata    | 4 × 100 m libre B1-B3   |
| 1988                | Seúl (Corea del Sur)                                       | Medalla de oro      | 100 m espalda B3        |
| 1988                | Seúl (Corea del Sur)                                       | Medalla de oro      | 100 m mariposa B3       |
| 1988                | Seúl (Corea del Sur)                                       | Medalla de oro      | 50 m libre B3           |
| 1988                | Seúl (Corea del Sur)                                       | Medalla de oro      | 100 m libre B3          |
| 1988                | Seúl (Corea del Sur)                                       | Medalla de oro      | 400 m libre B3          |
| 1988                | Seúl (Corea del Sur)                                       | Medalla de oro      | 200 m estilos B3        |
| 1988                | Seúl (Corea del Sur)                                       | Medalla de oro      | 400 m estilos B3        |
| 1988                | Seúl (Corea del Sur)                                       | Medalla de oro      | 4 × 100 m libre B1-B3   |
| 1988                | Seúl (Corea del Sur)                                       | Medalla de oro      | 4 × 100 m estilos B1-B3 |
| 1992                | Barcelona (España)                                         | Medalla de oro      | 100 m esplda B3         |
| 1992                | Barcelona (España)                                         | Medalla de oro      | 100 m mariposa B3       |
| 1992                | Barcelona (España)                                         | Medalla de oro      | 200 m estilos B3        |
| 1992                | Barcelona (España)                                         | Medalla de oro      | 400 m estilos B3        |
| 1992                | Barcelona (España)                                         | Medalla de plata    | 200 m espalda B3        |